# Ephippiochthonius tarraconensis
Espèce
Ephippiochthonius tarraconensis est une espèce de pseudoscorpions de la famille des Chthoniidae.

## Distribution
Cette espèce est endémique de Catalogne en Espagne. Elle se rencontre dans la Mina Horts à La Torre de l'Espanyol.

## Description
Le mâle holotype mesure 1,85 mm et la femelle paratype 1,83 mm.

## Étymologie
Son nom d'espèce, composé de tarracon et du suffixe latin -ensis, « qui vit dans, qui habite », lui a été donné en référence au lieu de sa découverte, la province de Tarragone.

## Publication originale
- Zaragoza, 2017 : Revision of the Ephippiochthonius complex in the Iberian Peninsula, Balearic Islands and Macaronesia, with proposed changes to the status of the Chthonius subgenera (Pseudoscorpiones, Chthoniidae). Zootaxa, no 4246(1), p. 1–221.